# Thesprotia filum
Thesprotia filum är en bönsyrseart som beskrevs av Lichtenstein 1796. Thesprotia filum ingår i släktet Thesprotia och familjen Thespidae. Inga underarter finns listade i Catalogue of Life.